# Schwergewicht
Das Schwergewicht ist eine Gewichtsklasse, die es in folgenden Sportarten gibt: Boxen, Ringen, Judo, Stilarten des Karate, Gewichtheben, Kraftdreikampf, Mixed Martial Arts und Taekwondo.

## Boxen
Im Boxen gehört das Schwergewicht zu den ältesten Gewichtsklassen. Bei den Profis ist es die höchste Gewichtsklasse ohne nach oben begrenztes Gewicht. Aktuell dürfen nur Boxer antreten, die mehr als 200 lbs (90,72 kg) wiegen. Früher war die Grenze nach unten geringer. Bei den Amateuren war das Schwergewicht bis 1984 auch die höchste Gewichtsklasse, wo es keine Grenze nach oben gab. Das unterste Limit war von 1904 bis 1908 über 158 lbs (71,67 kg), von 1948 bis 1950 über 175 lbs (79,38 kg) und von 1952 bis 1983 über 81 kg. Seit 1984 ist die unterste Gewichtsgrenze über 81 kg und die oberste 91 kg. Bei den Olympischen Sommerspielen in Los Angeles im Jahre 1984 wurde das Superschwergewicht eingeführt, das seitdem die höchste Gewichtsklasse ohne Limit nach oben ist (über 91 kg).
Erster Weltmeister nach den Queensberry-Regeln wurde am 28. August im Jahre 1885 der irischstämmige US-Amerikaner John L. Sullivan. Erster Olympiasieger wurde der in Chicago, Illinois, geborene Samuel Berger 1904 in St. Louis, Missouri. Erster Amateurweltmeister wurde in der kubanischen Hauptstadt Havanna der kubanische Amateur-Star Teófilo Stevenson mit einem Punktsieg über den US-Amerikaner Marvin Stinson.
Beim Frauenboxen ist Schwergewicht die Gewichtsklasse bei den Profis mit > 175 lbs (79,38 kg), nach DBV > 81,0 kg.

## Andere Sportarten
Limits für die Gewichtsklasse Schwergewicht sind für
| Sport                     | Männer (in kg) | Frauen (in kg) | Quelle |
| ------------------------- | -------------- | -------------- | ------ |
| Ringen                    | −120           | −72            | [ 1 ]  |
| Judo                      | −100           | −78            |        |
| Karate (Kyokushin Kaikan) | −80            | −60            |        |
| Gewichtheben              | −105           | −72            |        |
| Kraftdreikampf            | −120           | −84            |        |
| MMA                       | −93            | −120           |        |
| Taekwondo                 | −84            | −72            |        |

## Anmerkung
1. ↑  Höchstgewicht, das eingehalten werden muss